# Carsten Meinert
Carsten Meinert Nielsen (født 13 september 1944 i København, død 12. april 2021 i København) var en saxofonist og orkesterleder uddannet på det Kongelige Danske Musikkonservatorium. Spillede i 1962 bl.a. i natklubben Las Vegas i Dahlerupsgade, senere i Vingaarden, hvor hans kvartet med Olav Hessellund, p, Kjeld Bülow, b, og Jon Finsen, dr. var fast orkester lørdag eftermiddag.
Spillede med en lang række danske og udenlandske jazz- og beat-musikere, bl.a. i gruppen C M Music Train, Skunk Funk m.fl.
Han var navnlig inspireret af John Coltrane.
Medstifter af pladeselskabet Spectator Records.

## Udgivelser i eget navn
- To you, Spectator Records SL 1011, 1969
- CM Musictrain, Spectator Records SL 1007, 1970